# Айлаошан
Айлаошан  (на китайски: 哀牢山, Āiláo Shān; на пинин: Āiláo Shān) е дълга планинска верига в Южен Китай, провинция Юннан и частично във Виетнам, съставна част на Юннанската планинска земя. Простира се от северозапад на югоизток на около 450 km между десния бряг на река Юандзян и левия бряг на десният ѝ приток Да. Преобладаващите височини са от 1500 до 2000 m, максимална – 2998 m, издигаща се на китайско-виетнамската граница. Цялата планина е интензивно и дълбоко разчленена от притоците на Юандзян и  Да. От нея водят началото си двете съставящи реки на  Да – Амодзян (лява съставяща) и Бабяндзян (дясна съставяща). Изградена е от кристелинни шисти, припокрити с мезозойски варовици и червеноцветни скали с различна възраст. Склоновете и са обрасли с мусонни тропични гори, а най-високите части – с иглолистни гори, развити върху планински латеритни почви. В планината се разработват находища на калай.